# Брукфилд (тауншип, Миннесота)
Брукфилд (англ. Brookfield) — тауншип в округе Ренвилл, Миннесота, США. На 2000 год его население составило 163 человека.

## География
По данным Бюро переписи населения США площадь тауншипа составляет 93,7 км², из которых 93,6 км² занимает суша, а 2,8 км² — вода (0,03 %).

## Демография
По данным переписи населения 2000 года здесь находились 163 человека, 72 домохозяйства и 55 семей. Плотность населения —  1,7 чел./км². На территории тауншипа расположено 83 постройки со средней плотностью 0,9 построек на один квадратный километр. Расовый состав населения: 99,39 % белых и 0,61 % приходится на две или более других рас.
Из 72 домохозяйств в 20,8 % воспитывались дети до 18 лет, в 68,1 % проживали супружеские пары, в 2,8 % проживали незамужние женщины и в 23,6 % домохозяйств проживали несемейные люди. 20,8 % домохозяйств состояли из одного человека, при том 6,9 % из — одиноких пожилых людей старше 65 лет. Средний размер домохозяйства — 2,26, а семьи — 2,58 человека.
19,0 % населения — младше 18 лет, 6,7 % — в возрасте от 18 до 24 лет, 24,5 % — от 25 до 44, 29,4 % — от 45 до 64, и 20,2 % — старше 65 лет. Средний возраст — 45 лет. На каждые 100 женщин приходилось 123,3 мужчин. На каждые 100 женщин старше 18 приходилось 116,4 мужчин.
Средний годовой доход домохозяйства составлял 39 444 доллара, а средний годовой доход семьи —  39 167 долларов. Средний доход мужчин —  30 208  долларов, в то время как у женщин — 16 250. Доход на душу населения составил 16 628 долларов. За чертой бедности находились 8,6 % семей и 17,6 % всего населения тауншипа, из которых 35,0 % младше 18 и 9,1 % старше 65 лет.